# Меда (муниципалитет)
Меда (порт. Mêda [ˈmeðɐ]о файле) — муниципалитет Португалии в составе округа Гуарда. По старому административному делению входил в провинцию Бейра-Алта. Входит в экономико-статистический субрегион Бейра-Интериор-Норте, который входит в Центральный регион.

## Население
| Численность населения муниципалитета по годам | Численность населения муниципалитета по годам | Численность населения муниципалитета по годам | Численность населения муниципалитета по годам | Численность населения муниципалитета по годам | Численность населения муниципалитета по годам | Численность населения муниципалитета по годам | Численность населения муниципалитета по годам | Численность населения муниципалитета по годам |
| --------------------------------------------- | --------------------------------------------- | --------------------------------------------- | --------------------------------------------- | --------------------------------------------- | --------------------------------------------- | --------------------------------------------- | --------------------------------------------- | --------------------------------------------- |
| 1801                                          | 1849                                          | 1900                                          | 1930                                          | 1960                                          | 1981                                          | 1991                                          | 2001                                          | 2004                                          |
| 753                                           | 5235                                          | 12 011                                        | 11 851                                        | 12 378                                        | 8964                                          | 7440                                          | 6239                                          | 20 239                                        |

## Состав муниципалитета
В муниципалитет входят следующие районы:
- Авелозу
- Баррейра
- Карвальял
- Каштейсан
- Коришкада
- Фонте-Лонга
- Лонгройва
- Марьялва
- Меда
- Отейру-де-Гатуш
- Пай-Пенела
- Посу-ду-Канту
- Прова
- Рабасал
- Раньядуш
- Вале-Флор